# Real Vigo Sporting Club
El Real Vigo Sporting Club fou un antic club de futbol gallec de la ciutat de Vigo.

## Història

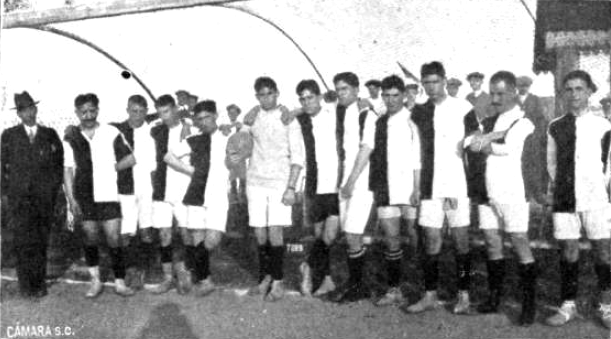
Equip del Vigo FC.

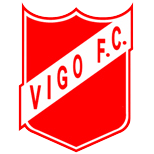
Antic escut del Vigo Foot-ball Club, predecessor del Real Vigo Sporting Club.

L'any 1905 va ser fundat un club de futbol amb el nom de Vigo Foot-ball Club. Aquest club va absorbir el 1906 a un equip modest anomenat New Club. L'any 1911 es crea un club anomenat Sporting Club a partir d'una escissió del Real Club Náutico de Vigo. L'any 1913 es fusionen Vigo FC i Sporting Club, esdevenint Vigo Sporting Club, qsue més tard va rebre títol de Reial passant a denominar-se Real Vigo Sporting Club. Va guanyar sis cops el campionat gallec entre els anys 1914 i 1923. Per la seva part, el Vigo FC havia estat campió gallec dos cops els anys 1907 i 1908, i finalista de la Copa del Rei l'any 1908.
L'any 1923 es fusionà amb el seu gran rival ciutadà, el Real Fortuna Foot-ball Club per formar el Real Club Celta de Vigo. El darrer partit entre Fortuna i Sporting es disputà el dia 11 de març de 1923, amb victòria de l'Sporting per 1 a 0, gol de Ramón. Els equips d'aquest darrer partit foren:

- Real Vigo Sporting: Isidro; Otero, Pérez; Queralt, Hermida, Cosme; Gerardo, Ramón, Chiarroni, Tito i Pinilla
- Real Fortuna: Lilo; Juanito, Pasarín; Balbino, Torres, Córdoba; Reigosa, Rodríguez, Chicha, Correa i Salvador

## Palmarès
Real Vigo Sporting Club
- Campionat de Galícia de futbol:
  - 1913-14, 1916-17, 1917-18, 1918-19, 1919-20, 1922-23

Vigo Football Club
- Campionat de Galícia de futbol:
  - 1906-07, 1907-08